# Северный Гессен

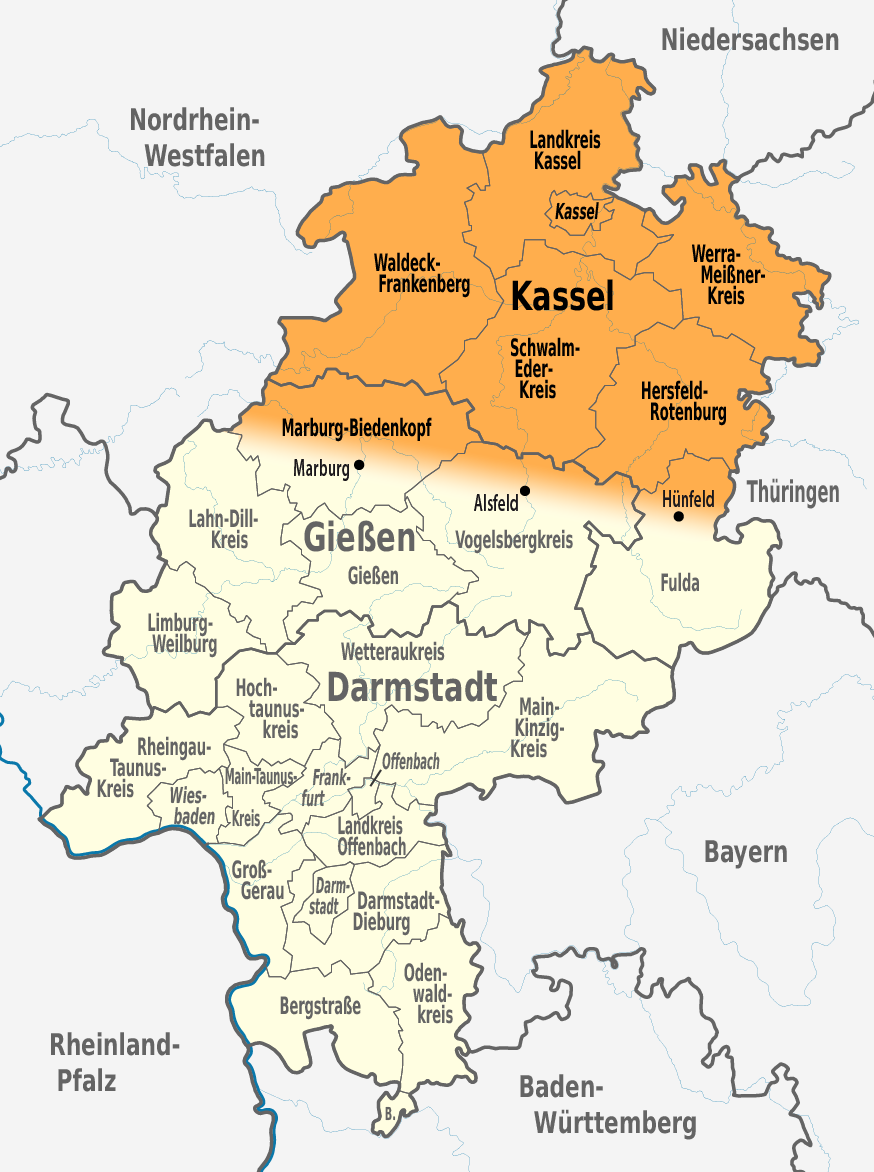
Северный Гессен по версии Geographentages в 1973 году.

Северный Гессен (нем. Nordhessen) — северная часть земли Гессен, его исторической центральной области. В отличие от Нижнего Гессена (нем. Niederhessen), регион не является историческим национальным образованием и не имеет единой и официальной административной структуры.
Название Северный Гессен часто используется сегодня, иногда с целью преднамеренного отграничения от области Рейн-Майн, другой столичной области Гессена. Более миллиона человек живут в Северном Гессене, крупнейший город — Кассель, бывшая столица курфюршества Гессен.

## География

### Географическое разграничение
Границы Северного Гессена чётко не определены: в частности, разграничения на юге, с Центральным и Восточным Гессеном, часто противоречат друг другу. В 1973 году в Касселе был опубликован юбилейный сборник «Festschrift» под заголовком «Вклад в региональные исследования Северного Гессена» (нем. Beiträge zur Landeskunde von Nordhessen), в нём граница была проведена по линии Марбург (район Марбург-Биденкопф) — Альсфельд (район Фогельсберг) — Хюнфельд (район Фульда и вместе с ним северный Фордере Рён).
Бесспорно, что — в дополнении к внерайонному городу Кассель — районы Херсфельд-Ротенбург, Кассель, Швальм-Эдер, Вальдек-Франкенберг и Верра-Майснер к северу от этой линии полностью принадлежат Северному Гессену.

### Административные границы

Административный округ Кассель и его районы

Поскольку Северный Гессен не полностью определён географически, существуют различные политические разграничения в зависимости от зоны ответственности:
- Территория Транспортной ассоциации Северного Гессена (нем. Nordhessischer Verkehrsverbund):
 город Кассель и пять вышеупомянутых районов.
- Главное управление полиции Северного Гессена (нем. Polizeipräsidium Nordhessen):
 город Кассель и только четыре из пяти упомянутых выше районов, район Херсфельд-Ротенбург отсутствует.
- Административный округ Кассель:
 город Кассель, пять вышеупомянутых районов и район Фульда.
- Район Торгово-промышленной палаты Кассель-Марбург (нем. Industrie- und Handelskammer Kassel-Marburg):
 город Кассель, пять вышеупомянутых районов и большая часть района Марбург-Биденкопф с точки зрения жителей.[1]

### Ландшафт

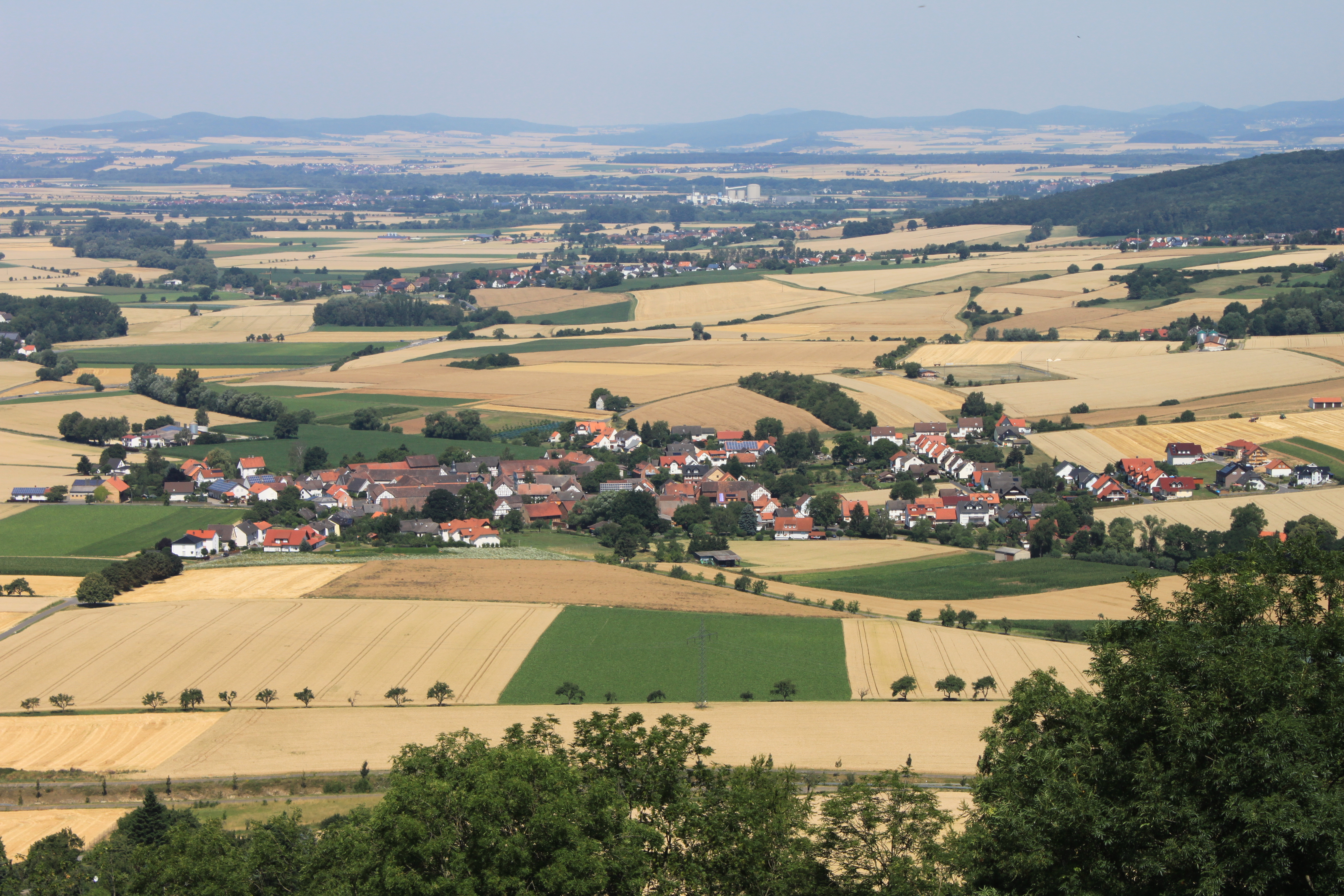
Пейзаж близ Хомберга (Эфце)

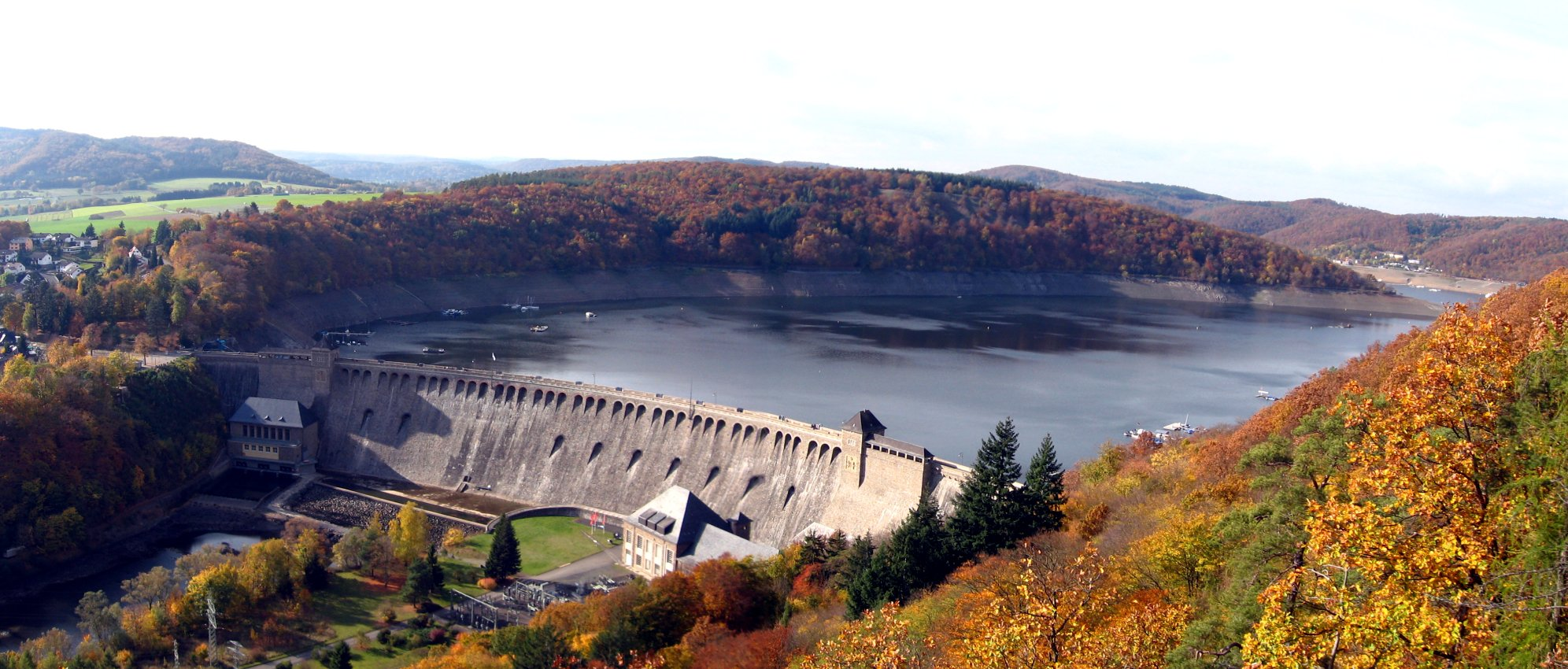
Эдерзее и плотина, вид с горы Уренкопф

Северный Гессен отличается невысоким лесистым горным массивом. Следующие горы пересекают регион (отсортированные по максимальной высоте над уровнем моря): Ротхаргебирге (наивысшая точка — Лангенберг, 843,2 м), Фульда-Верра-Бергланд (Хохем-Мейснер — 753,6 м), Келлервальд (675,3 м), Кнюллгебирге (635,5 м), Хабихтсвальд (614,7 м), Рейнхардсвальд (472,2 м) и Бургвальд (443,1 м). Самая высокая гора в административном округе Кассель — Вассеркуппе (950,2 м) на Рёне.
Через Северный Гессен протекают реки Верра и Фульда, который у города Мюнден сливаются в реку Везер. Приток Фульды — Эдер, который вместе с озером Эдерзее образует второе по величине водохранилище Германии. Другие водохранилища включают Димельзее и Твистезее.
В Северном Гессене находится национальный парк Келлервальд-Эдерзе — единственный национальный парк во всём Гессене. Есть также четыре природных парка: Димельзее, Келлервальд-Эдерзе, Хабихтсвальд, Гессише Рён и геоприродный парк Фрау-Холле-Ланд.

### Крупнейшие муниципалитеты
Северный Гессен менее заселён, чем регион Рейн-Майн. Экономическим центром Северного Гессена является регион Кассель с городом Кассель и пригородами, такими как Лофельден или Баунаталь. Ниже приведён список крупнейших городов с населением более 10 000 жителей:

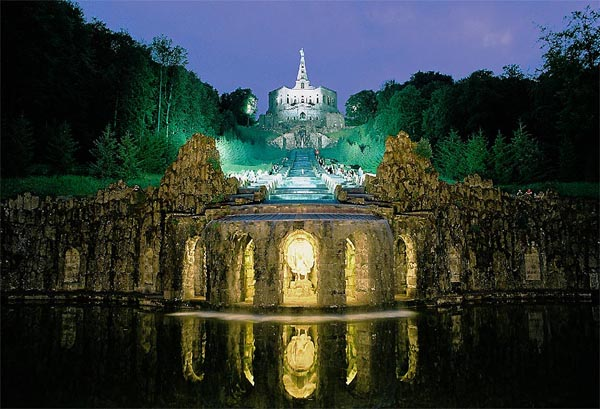
Статуя Геркулеса в парке Вильгельмсхёэ в Касселе

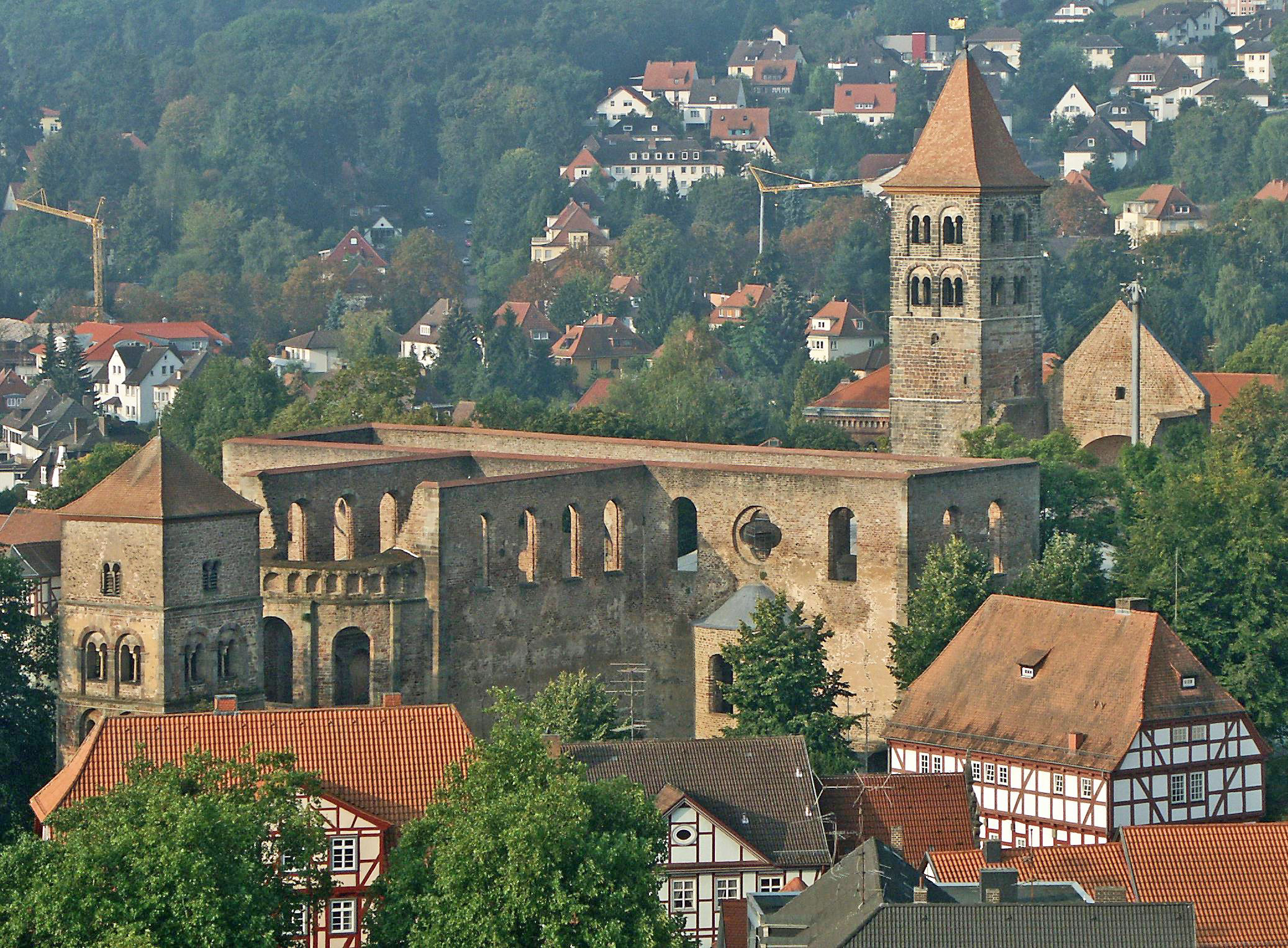
Руины монастыря в Бад-Херсфельде

| Город                   | Район               | Население |
| ----------------------- | ------------------- | --------- |
| Кассель                 | Город               | 202 137   |
| Бад-Херсфельд           | Херсфельд-Ротенбург | 29 944    |
| Баунаталь               | Кассель             | 27 755    |
| Корбах                  | Вальдек-Франкенберг | 23 458    |
| Эшвеге                  | Верра-Майснер       | 19 412    |
| Фельмар                 | Кассель             | 18 207    |
| Швальмштадт             | Швальм-Эдер         | 18 019    |
| Франкенберг (Эдер)      | Вальдек-Франкенберг | 17 689    |
| Бад-Вильдунген          | Вальдек-Франкенберг | 17 264    |
| Бад-Арользен            | Вальдек-Франкенберг | 15 382    |
| Хофгайсмар              | Кассель             | 15 268    |
| Витценхаузен            | Верра-Майснер       | 15 126    |
| Фрицлар                 | Швальм-Эдер         | 14 733    |
| Хомберг (Эфце)          | Швальм-Эдер         | 14 001    |
| Бебра                   | Херсфельд-Ротенбург | 13 934    |
| Лофельден               | Кассель             | 14 220    |
| Ротенбург-ан-дер-Фульда | Херсфельд-Ротенбург | 14 555    |
| Фрицлар                 | Швальм-Эдер         | 13 689    |
| Вольфхаген              | Кассель             | 13 022    |
| Боркен                  | Швальм-Эдер         | 12 610    |
| Хессиш-Лихтенау         | Верра-Майснер       | 12 431    |
| Фельсберг               | Швальм-Эдер         | 10 669    |

| Город              | Район               | Площадь (км²) |
| ------------------ | ------------------- | ------------- |
| Витценхаузен       | Верра-Майснер       | 126,69        |
| Бад-Арользен       | Вальдек-Франкенберг | 126,37        |
| Франкенберг (Эдер) | Вальдек-Франкенберг | 124,88        |
| Корбах             | Вальдек-Франкенберг | 123,98        |
| Димельзе           | Вальдек-Франкенберг | 121,56        |
| Бад-Вильдунген     | Вальдек-Франкенберг | 120,08        |
| Вальдек            | Вальдек-Франкенберг | 115,73        |
| Эдерталь           | Вальдек-Франкенберг | 115,72        |
| Вольфхаген         | Кассель             | 111,95        |
| Людвигзау          | Херсфельд-Ротенбург | 111,93        |
| Зонтра             | Верра-Майснер       | 111,29        |
| Кассель            | Город               | 106,78        |
| Хессиш-Лихтенау    | Верра-Майснер       | 105,87        |
| Кнюльвальд         | Швальм-Эдер         | 100,68        |

## История

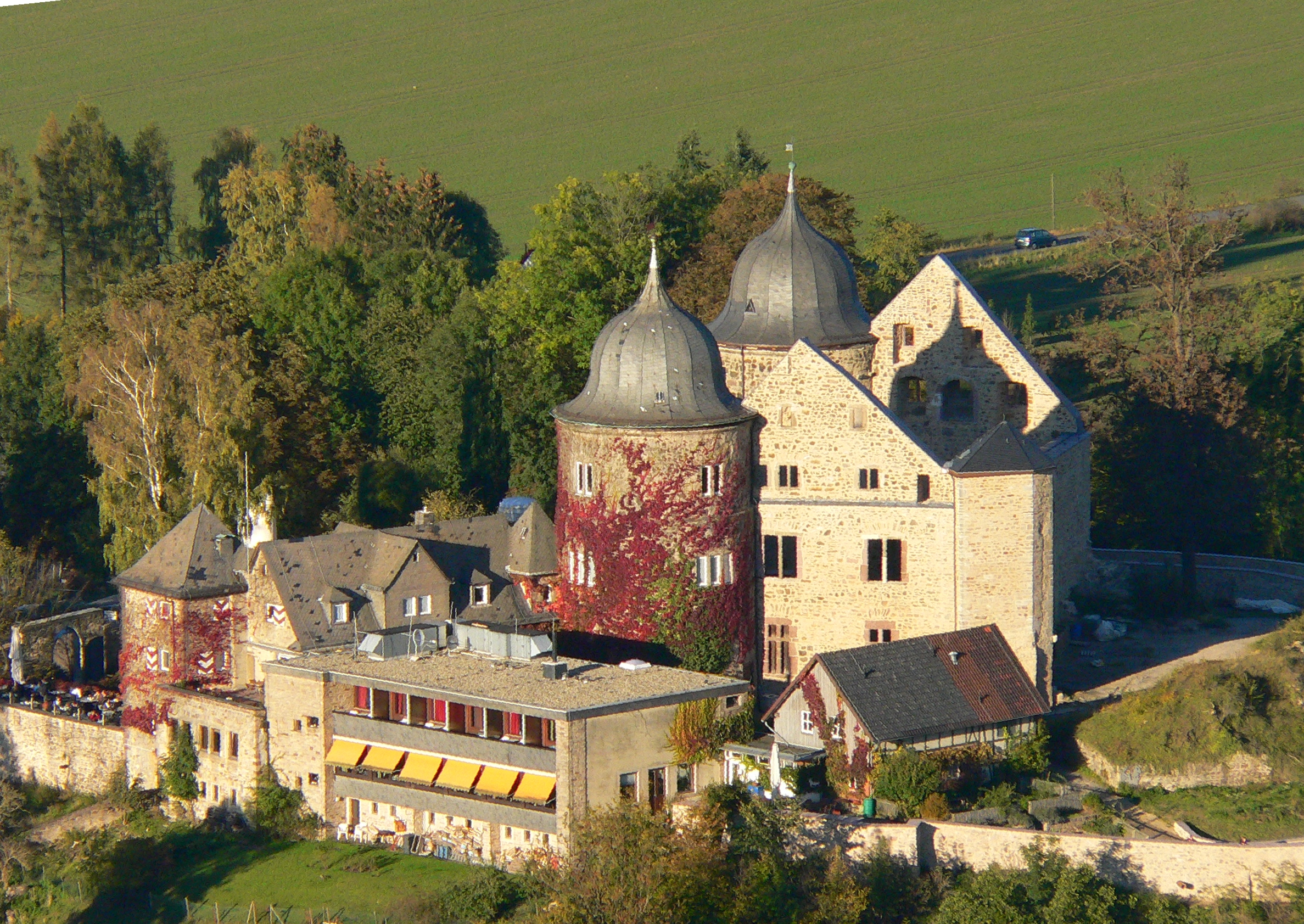
Легендарный замок Забабург (замок Спящей Красавицы) в сердце лесного массива Рейнхардсвальд

Современный регион Северный Гессен исторически является ядром территории, которая позже стала землей Гессен. Она во многом соответствует району поселения германских хаттов (Гессенгау), название которого в Раннем Средневековье было изменено на «Гессен».
Северный Гессен состоит в основном из исторических районов Нижний Гессен, княжество Вальдек и части Верхнего Гессена. Другое историческое описание включает Северный Гессен как бывший основной район ландграфства Гессен-Кассель и княжества Вальдек. После 1866 года курфюршество Гессен стало частью прусской провинции Гессен-Нассау. Однако термин Северный Гессен не используется в качестве исторического термина для этой области в истории науки. Вместо этого говорят о «Гессен-Касселе» или «Курхессен», которые до сих пор используются в таких терминах, как «Курхессенбан».

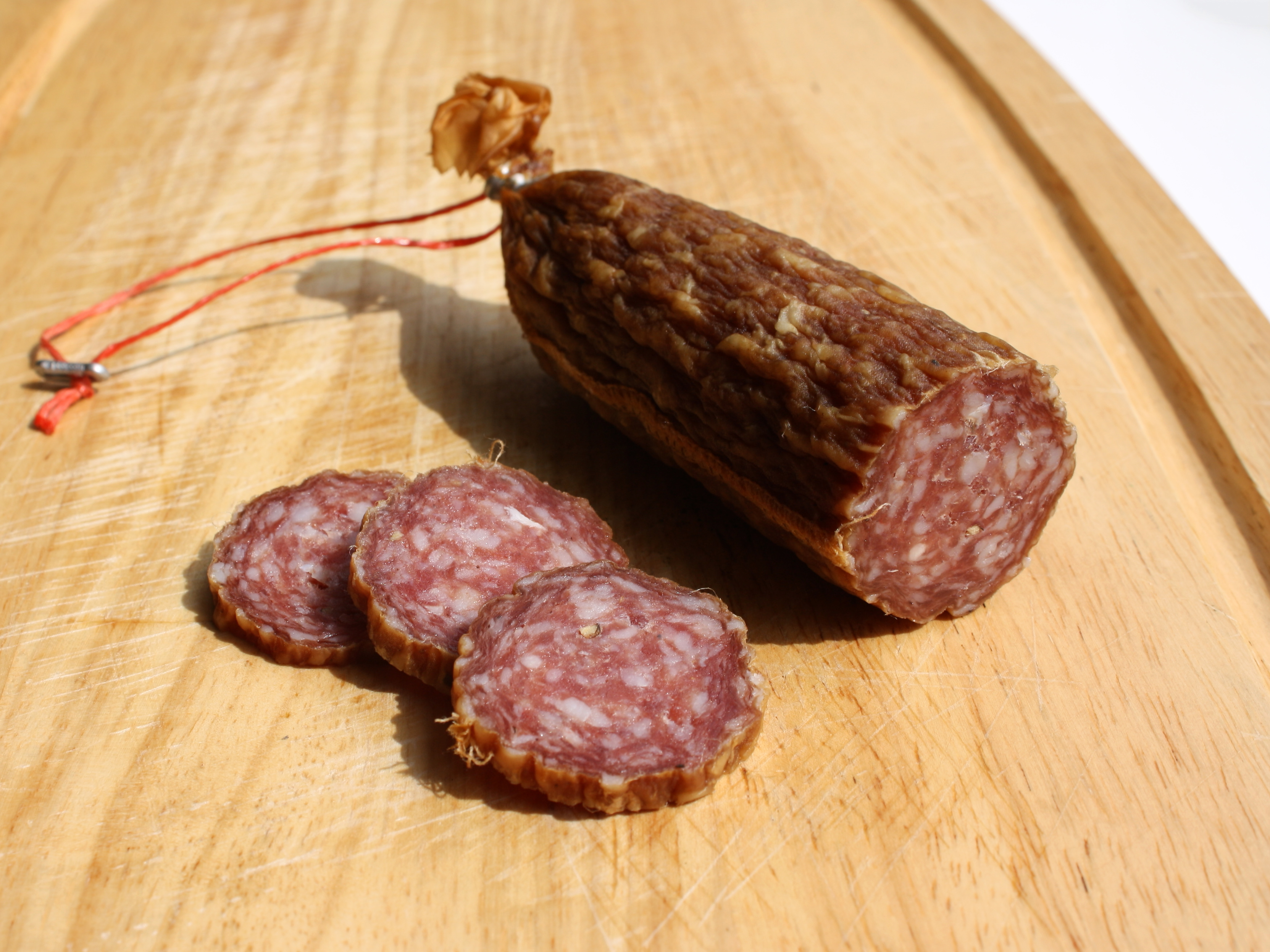
«Але вурст» — северогессенская сырокопчёная свиная колбаса

Хотя Северный Гессен является неотъемлемой частью Гессена, и местное население также считает себя частью Гессена, существуют некоторые культурные различия, вероятно, из-за различий в истории гессенских земель. В отличие от остальной части Гессена, здесь есть определённая ориентация на старую королевскую резиденцию Кассель, а не на мегаполис Франкфурт.
В кулинарном плане Северный Гессен известен своими фирменными колбасами «Ahle Wurscht» (в переводе с нем. — «старая колбаса») и «Weckewerk» (в переводе с нем. — «векеверк»). Grüne Soße (в переводе с нем. — «зелёный соус») здесь также готовится немного иначе, чем на юге. Архитектурно часто используется технология «фахверк». Помимо многочисленных жилых домов, в Северном Гессене также есть много церквей и других построек этого архитектурного стиля: например, дом на Haus Marställer Platz 7 в Касселе, последний фахверковый дом в старом городе Касселя, Jüdisches Haus (в переводе с нем. — «Еврейский дом») в Ванфриде, Hochzeitshaus (в переводе с нем. — «Свадебный дом») во Фрицларе, краеведческий музей Хомберга или 10-этажная ратуша во Франкенберге.

## Экономика

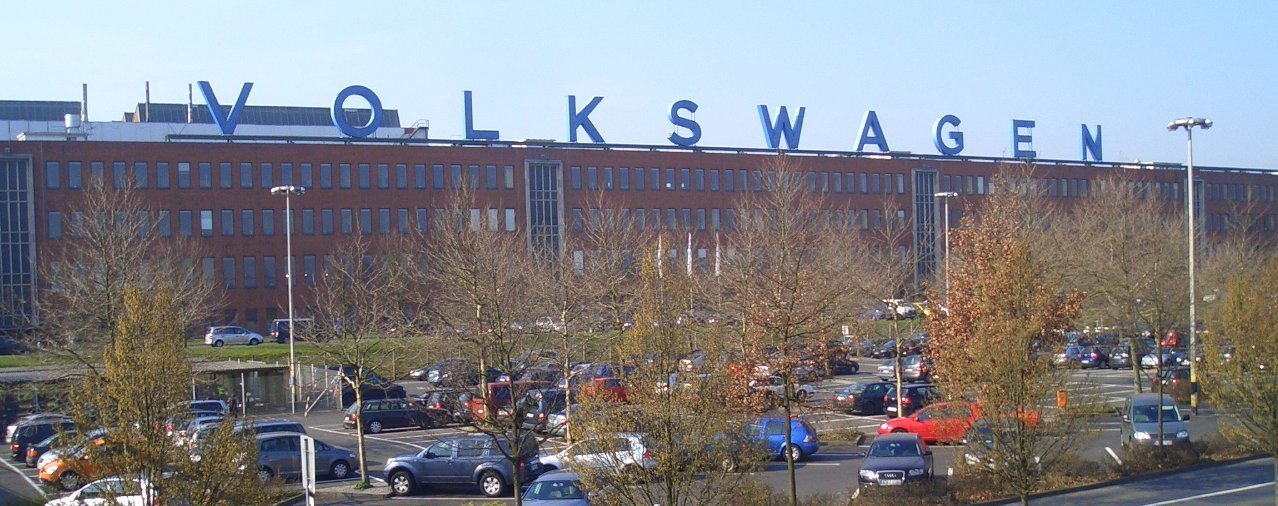
Завод Volkswagen в Касселе

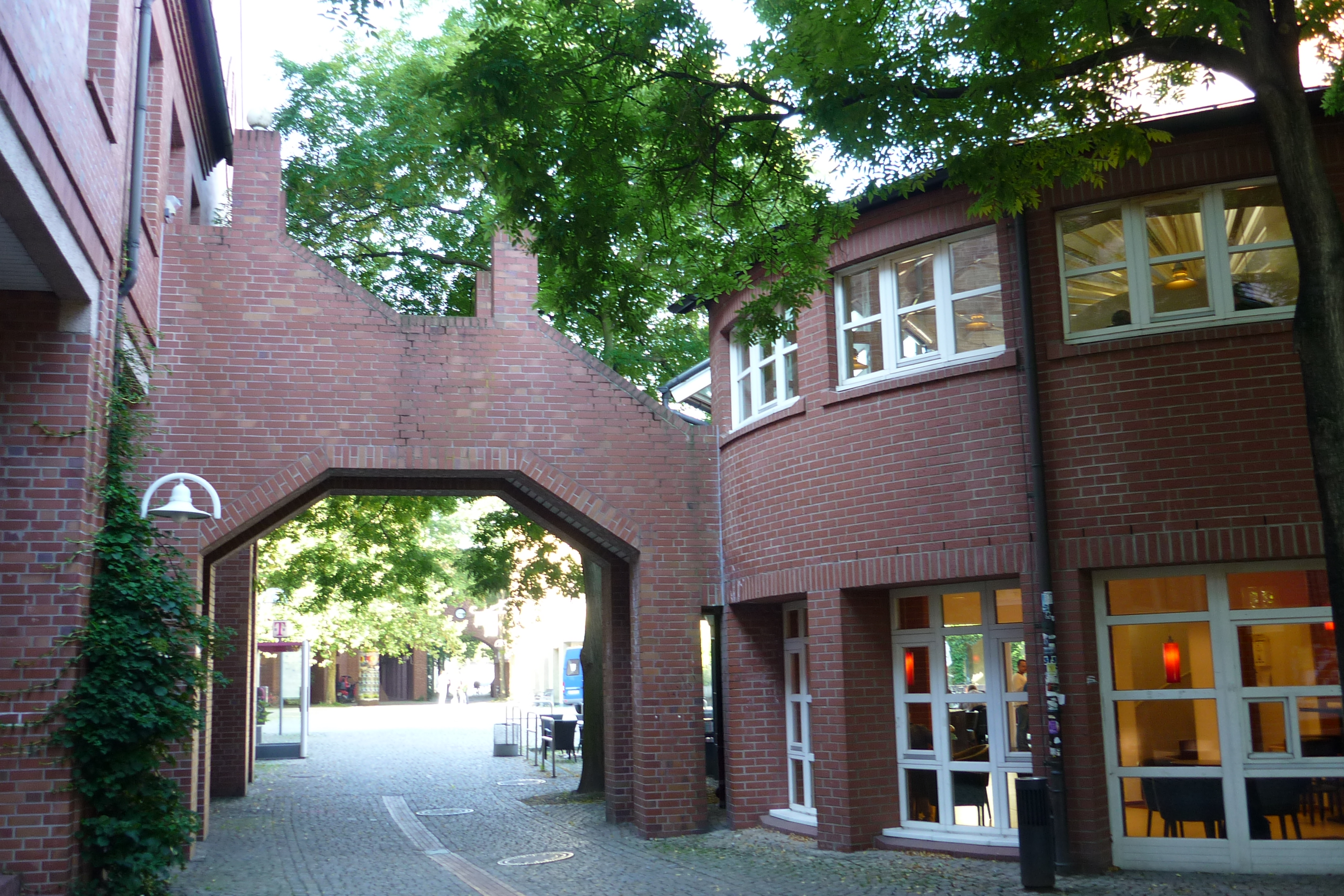
Университет Касселя

Регион Касселя, в котором индустриализация началась примерно в 1850 году, после прокладки железной дороги, традиционно был связан с быстрорастущими компаниями в области производства локомотивов и вагонов, такими как Henschel-Werke (компания-преемница, производившая Transrapid), Waggonfabrik Gebrüder Credé и Wegmann & Co. В период между Первой и Второй мировыми войнами, в Северном Гессене получили развитие машиностроение и производство транспортных средств, в частности, в 1930 году была основана авиастроительная компания Gerhard-Fieseler-Werke. После захвата власти национал-социалистами северогессенская промышленность стала переходить на производство вооружений, как это было, например, с местными предприятиями Rheinstahl и Krauss-Maffei Wegmann. В настоящее время в Северном Гессене работают заводы Volkswagen в Баунатале (Кассель), Daimler AG и Bombardier Transportation в Касселе. Исторически, однако, существовала также сильная текстильная и ткацкая промышленность, представленная такими компаниями как Gottschalk & Co и Salzmann & Comp., также с 1920-х годов работает компания ENKA Spinfaser, занимающаяся прядением волокон для химической пряжи. Однако благодаря географическому положению и хорошей инфраструктуре, после реструктуризации посредством глобальной инвестиционной ориентации и концентрации капитала, выросли и другие отрасли, включая логистику. Так в Северном Гессене был создан Центр оригинальных запчастей Baunatal компании Volkswagen AG, крупнейший в Европе склад запасных частей, и логистический центр Amazon.de в Бад-Херсфельде. Большинство компаний, занимающихся коммерческими районами, совместно развиваемыми властями Касселя и одноимённого административного района, также расположены в этом регионе.

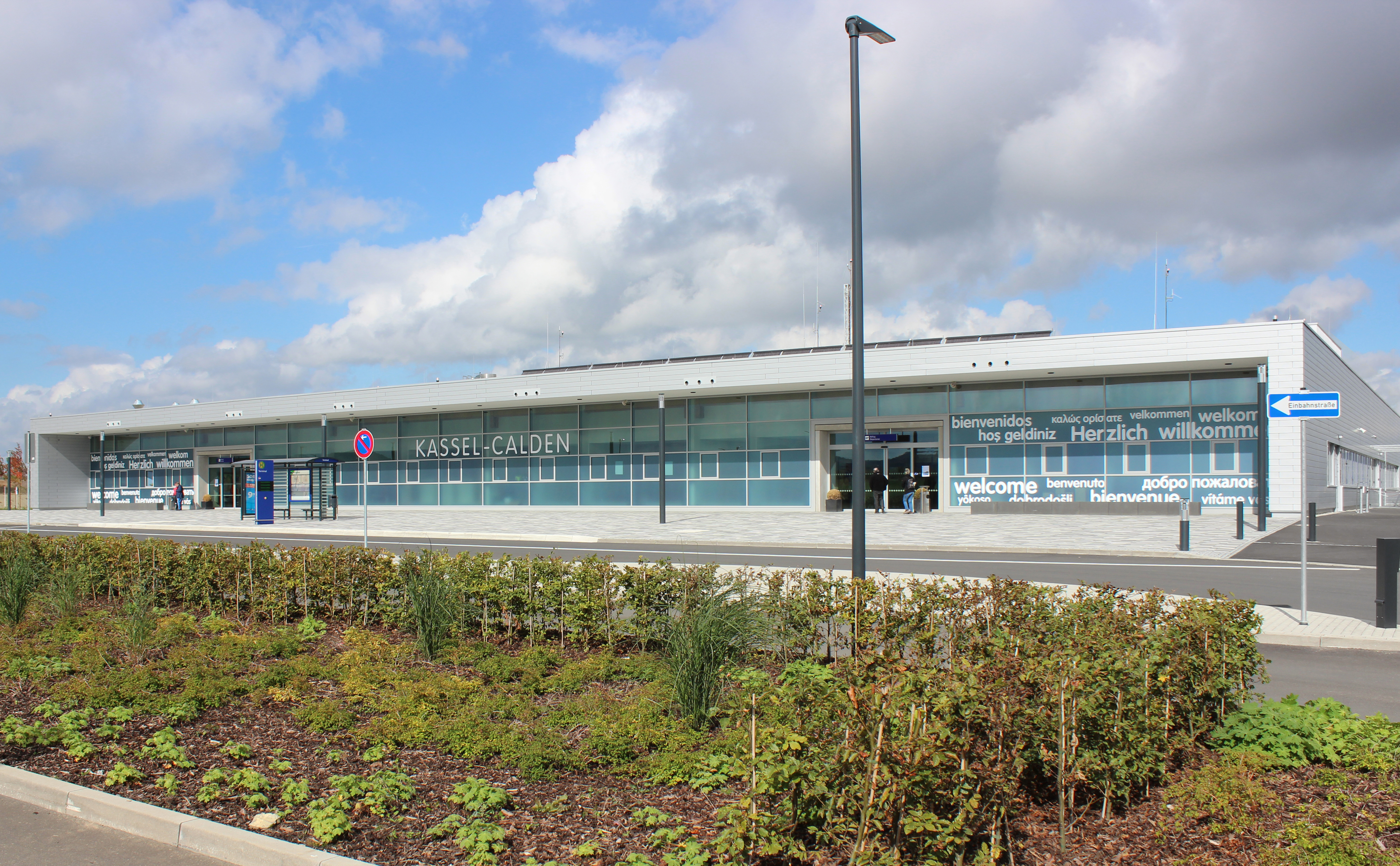
Аэропорт Кассель-Кальден

Другие компании включают K+S и Wintershall, у обеих штаб-квартиры в Касселе, Viessmann со штаб-квартирой в Аллендорфе (Эдер), B. Braun Melsungen AG со штаб-квартирой в Мельзунгене и завод Continental AG в Корбахе. Вместе с EWIKON и Günther во Франкенберге расположены две ведущие в мире компании в области так называемых горячеканальных технологий, а также компания Thonet, основатель которой Михаэль Тонет прославился как изобретатель венской мебели.
Возобновляемые источники энергии — развивающийся сектор в регионе, который извлекает выгоду из того, что Университет Касселя сосредоточил внимание на секторе окружающей среды и соответствующих исследовательских институтов Общества Фраунгофера, таких как Zentrum für Umweltbewusstes Bauen. Кроме того, были успешные дополнительные исследования в рамках ISET — Института технологий солнечного энергоснабжения. Компания SMA Solar Technology AG, основанная в 1881 году в Нистетале, превратилась в выдающуюся инновационную компанию в области технологий управления окружающей средой и энергопотреблением.

### Горное дело
В Гессене горное дело практиковалось веками. В XXI веке 283 компании находятся под надзором горных властей земли Гессен. Северный Гессен известен добычей калийных солей в калийном районе Верра. В то же время разработка других полезных ископаемых, таких как диабаз, сланец, железная руда, медь, свинец и даже золото, была в значительной степени остановлена. В Северном Гессене ряд шахт подходят для посещения туристами и, таким образом, способствуют экономическому развитию регионов.

## Инфраструктура

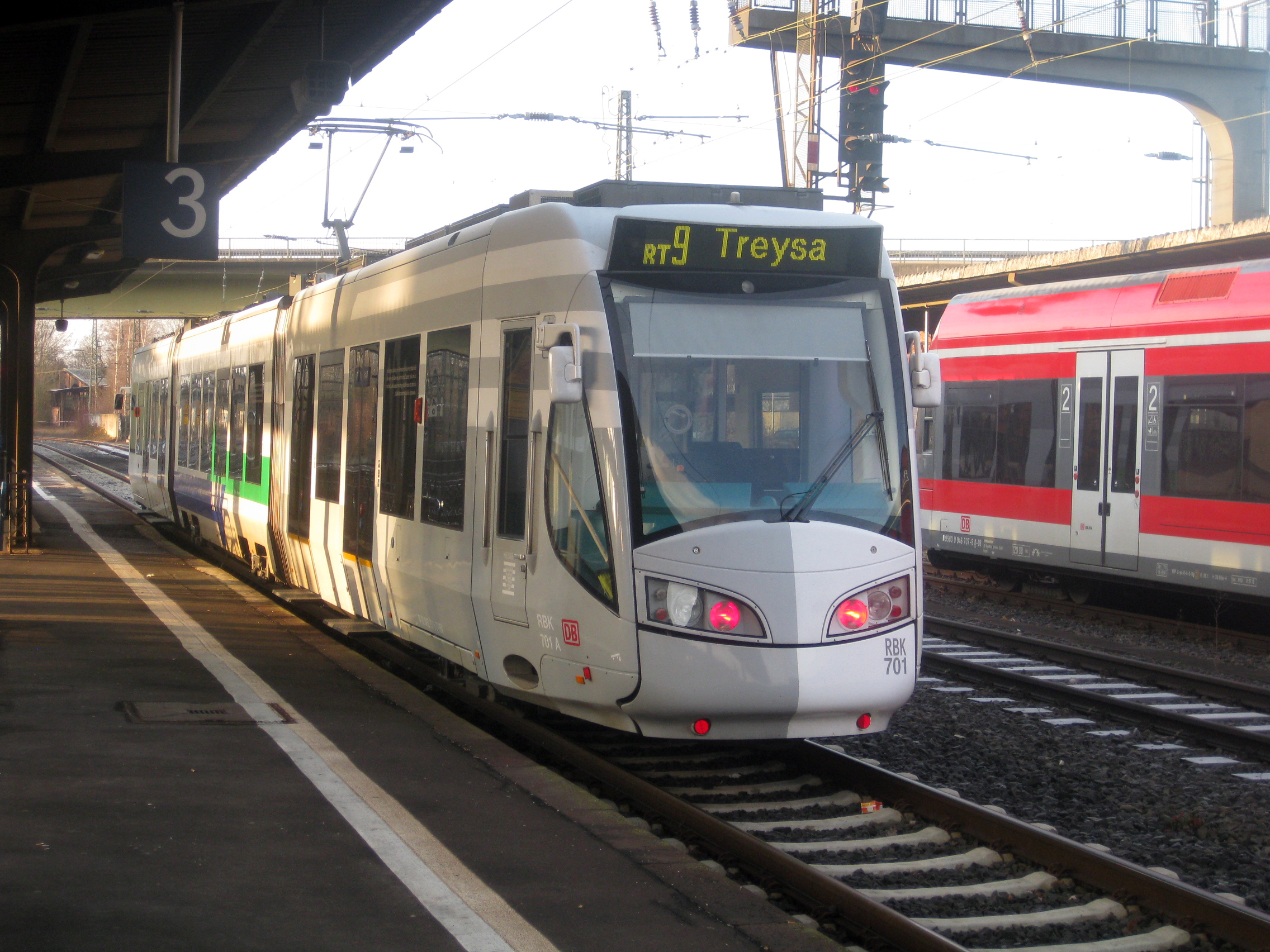
Пригородная железная дорога в Ваберне

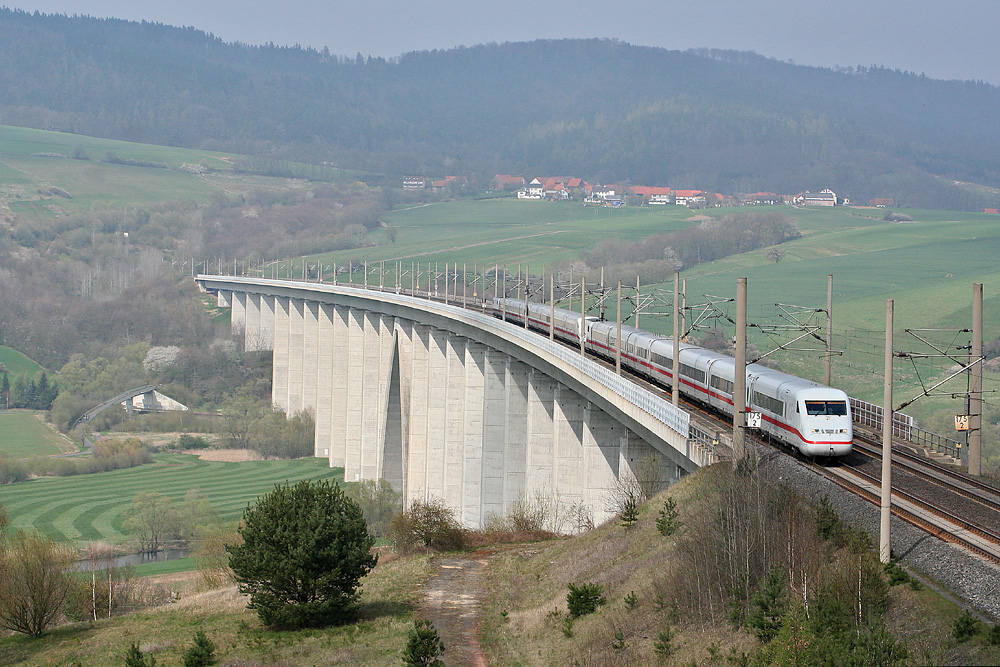
Мост через Фульду возле Альтморшена, линия высокоскоростной железной дороги Фульда—Кассель

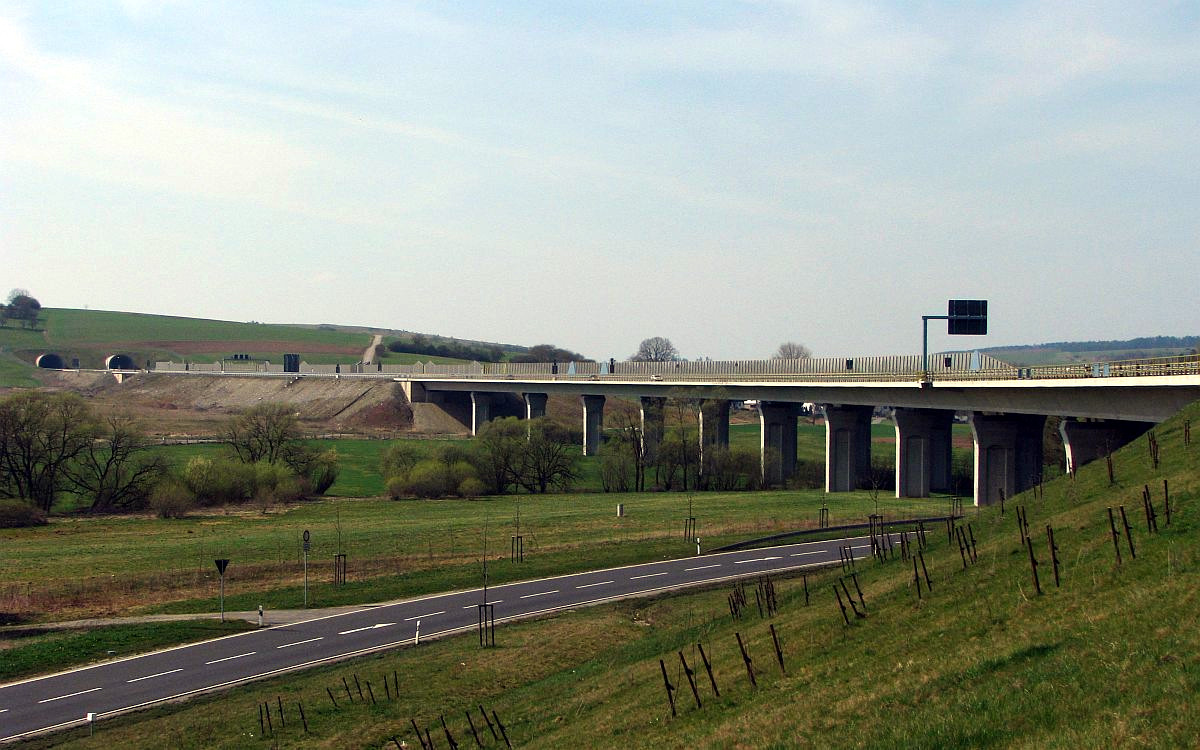
Федеральнаф автомагистраль № 44 возле Вальбурга

Из-за своего исторического значения в железнодорожной отрасли, регион изначально имел плотную сеть железных дорог, которая с 1990-х годов всё больше теряла своё значение как вид транспорта в результате приватизации, инвестиций в высокоскоростное междугороднее сообщение и тендеров для маршрутов в процессе европеизации.
Транспортная ассоциация Северного Гессена в регионе существует как местный транспортный орган и как тарифная ассоциация. Операторами являются региональная железнодорожная сеть Kurhessenbahn, региональная транспортная компания Hessische Landesbahn и железнодорожная компания cantus Verkehrsgesellschaft. Железнодорожные линии Бад-Карлсхафен — Хюмме, Эшвеге — Трейса и Бад-Херсфельд — Трейса уже давно не работают. Также вышедшая из употребления железная дорога Кассель — Вальдкаппель была расширена в 1997 году с целью интеграции в трамвайную сеть Касселя до Хессиш-Лихтенау. Закрытая железная дорога Корбах — Франкенберг также была возобновлена в 2015 году и с тех пор снова предлагает непрерывное сообщение от Вальдекера через Бургвальд до Марбурга. Три линии пригородной железной дороги RegioTram Kassel используются как трамвайные пути в Касселе, так и как железнодорожные линии между центральным вокзалом Касселя и Хофгайсмар—Хюмме, Циренбергом или Вольфхагеном и Мельзунгеном.
Самыми важными автомагистралями являются A 7 в направлении север—юг и A 44 между Дортмундом и Касселем. В настоящее время строится расширение от Касселя через Лоссеталь и район Верра-Мейснер до автострады A 4 возле Воммена.
Аэропорт Кассель-Кальден расположен в районе муниципалитета Кальден. Он существовал как коммерческий аэродром с 1970 года и был преобразован в региональный аэропорт к 2013 году.

## Политика
На протяжении десятилетий после 1945 года Северный Гессен, в котором доминировали протестанты, считался оплотом социал-демократии, хотя, в отличие от Рурской области, этот политический характер в первую очередь не восходит к промышленному пролетариату. Католический анклав Фрицлар является оплотом христианских демократов. Северный Гессен отличается от региона Фульды, католического и довольно консервативного Восточного Гессена. В то же время, в последние годы на севере Гессена, как и по всей стране, можно наблюдать крушение традиционных партийных бастионов. Так, выборах в ландтаг в 2003 году ХДС даже выиграла почти все прямые мандаты, которые, впрочем, СДПГ смогла вернуть почти все на выборах 2008 года.